# Darwinilus sedarisi
Darwinilus sedarisi  (лат.) — вид коротконадкрылых жуков подсемейства Staphylininae (подтриба Xanthopygina). Южная Америка: Аргентина (Bahía Blanca). Первый экземпляр жука был найден в 1832 году Чарльзом Дарвином во время его кругосветного путешествия на корабле Бигль, а первое научное описание опубликовано только в 2014 году.

## Этимология названия
Название рода дано в честь Чарльза Дарвина (нашедшего первый экземпляр нового вида), а видовое — в честь американского писателя Дэвида Седариса (англ. David Sedaris), чьи аудиокниги слушал автор описания в момент подготовки различных своих научных публикаций.

## История открытия
Голотип вида был собран в сентябре 1832 года Чарльзом Дарвином в Баия-Бланка (Bahía Blanca) в Аргентине, во время его кругосветного путешествия на корабле «Бигль», однако не был научно описан и позднее признан утерянным.
В 2008 году при проведении ревизии жуков подтрибы Xanthopygina американским энтомологом Стилианосом Чатзиманолисом (Stylianos Chatzimanolis; Университет Теннесси в Чаттануге, США) был найден образец с пильчатыми антеннами — нетипичной морфологической особенностью для жуков-стафилинид. При дальнейшем обследовании было выявлено, что образец принадлежал к неописанному роду и относится к сборам Чарльза Дарвина, произведенным им во время кругосветного путешествия на корабле «Бигль». Последующие пять лет были потрачены Стилианосом Чатзиманолисом на поиски других экземпляров этого вида по всему миру. На сегодняшний день известно только два экземпляра Darwinilus sedarisi, один найден в хранилищах Музея естествознания Лондона, а второй — в коллекции Музея естествознания университета Гумбольдта (Берлин).

## Описание
Длина тела 20—21,5 мм. Окраска головы и переднеспинки с металлическим блеском, зеленая с голубовато-фиолетовый отливом по латеральным краям. Надкрылья светло-коричневые. Ротовой аппарат, ноги, тело темно-коричневого цвета. Усики зубчатые, темно-коричневые, кроме антенномеры 4-7, которые преимущественно желтовато-коричневые. Переднеспинка с микроскульптурой в виде перемежающейся среднего и крупного размера пунктировки. Надкрылья длиннее переднеспинки, в равномерной пунктировке. Тергиты брюшка с поперечной микроскульптурой.

## Ареал
Аргентина — Баия-Бланка, Буэнос-Айрес, Río Cuarto. Места обитания вида неизвестны. Ряд исторически известных участков его обитания в Аргентине был распахан под зерновые культуры, что позволяет предположить возможное исчезновение этого вида (его не находили более 80 лет, начиная с 1930-х годов).